# Wieża Bismarcka w Głogowie
Wieża Bismarcka w Głogowie – nieistniejąca już wieża Bismarcka, znajdująca się na Górze Chrobrego (na osiedlu Górkowo) w Głogowie.

## Historia
Wieża powstała z inicjatywy proboszcza Grębocic (15 października 1901 r.). Powołany komitet budowy pomnika pod przewodnictwem gen. von Eichorna z Głogowa przekształcił się w Stowarzyszenie Kolumny Bismarcka, na czele którego stanął Heinrich Steffens z Żarkowa. Do realizacji wybrano projekt Zmierzch Bogów autorstwa Wilhelma Kreisa nieznacznie zmieniony przez głogowskiego architekta Paula Michaela. Kamień węgielny położono 1 kwietnia 1906 roku. 23 września 1906 roku odbyło się uroczyste otwarcie wieży. W 1938 w restauracji przylegającej do wieży, prowadzonej przez Szwajcara Zandera, znaleźli schronienie głogowscy Żydzi (obywatelowi Szwajcarii naziści nie mogli zabronić zatrudniania Żydów). Na początku lutego 1945 roku wojska radzieckie wysadziły wieżę.

## Dane techniczne
- wysokość: 15 metrów
- wykonanie: cegła licowana z zewnątrz granitem strzegomskim i szarym granitem śląskim, miedziana misa ogniowa na szczycie
- koszt: 28 000 marek